# 加賀谷朝蔵
加賀谷 朝蔵（かがや あさぞう、1886年（明治19年）3月15日 - 1981年（昭和56年）3月3日）は、日本の内務・警察官僚、政治家。秋田市長や京都市長を務めた。

## 経歴
秋田県出身。加賀谷長右衛門の二男として生まれる。第二高等学校を卒業。1912年、東京帝国大学法科大学経済学科を卒業。1913年11月、文官高等試験行政科試験に合格。内務省に入省し新潟県属となる。
以後、新潟県西頸城郡長、同魚沼郡長、同中蒲原郡長、宮城県理事官、警察講習所教授、岩手県警察部長、皇宮警察長、静岡県書記官・内務部長、徳島県書記官・内務部長などを歴任。1935年に退官。
1936年、京都市助役に就任。1940年6月8日から1942年6月22日まで京都市長を務め、横大路ゴミ焼却場の操業開始、京阪電鉄三条・五条間市報償金問題の解決に尽力。
1942年9月23日、秋田市長に就任。戦時下の対応に尽力。1945年9月22日に市長を退任。戦後、公職追放となる。その後、秋田県公安委員長を務めた。

## 訳書
- アーサー・ウツヅ（Arthur Woods）著『民衆ト警察』帝国講学会、1927年。